# Ploubezre
Ploubezre település Franciaországban, Côtes-d’Armor megyében. Lakosainak száma 3741 fő (2022. január 1.). Ploubezre Lannion, Plouaret, Ploulec’h, Ploumilliau, Pluzunet, Tonquédec és Le Vieux-Marché községekkel határos.

## Népesség
A település népességének változása:
| Lakosok száma | 1934 | 2652 | 2709 | 2922 | 3608 | 3565 | 3600 | 3687 | 3736 | 3741 |
|               | 1968 | 1982 | 1990 | 2006 | 2013 | 2015 | 2017 | 2019 | 2020 | 2022 |